# Pervouralsk

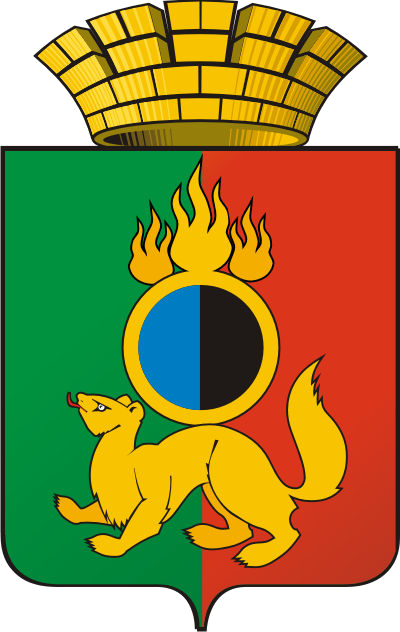
Stadens vapen.

Pervouralsk (ryska Первоура́льск) är en stad i Sverdlovsk oblast i Ryssland. 

## Administrativt område
Pervouralsk administrerar även tre orter samt viss del landsbygd utanför själva stadsgränsen. 
| Stad/Ort        | Invånarantal 9 oktober 2002 | Invånarantal 14 oktober 2010 | Invånarantal 1 januari 2015 |
| --------------- | --------------------------- | ---------------------------- | --------------------------- |
| Pervouralsk     | 132 277                     | 124 528                      | 125 495                     |
| Landsbygd       | Se nedan                    | Se nedan                     | 23 784                      |
| Bilimbaj        | 5 973                       | 6 044                        | Ingen uppgift               |
| Kuzino          | 3 267                       | Ingen uppgift                | Ingen uppgift               |
| Novoutkinsk     | 5 599                       | 5 360                        | Ingen uppgift               |
| Övrig landsbygd | 10 647                      | 12 943                       | Ingen uppgift               |
| TOTALT          | 157 763                     | 148 875                      | 149 279                     |